# Хеминген (Виртемберг)
Хеминген (њем. Hemmingen) општина је у њемачкој савезној држави Баден-Виртемберг. Једно је од 39 општинских средишта округа Лудвигсбург. Према процјени из 2010. у општини је живјело 7.363 становника. Посједује регионалну шифру (AGS) 8118027.

## Географски и демографски подаци
Хеминген се налази у савезној држави Баден-Виртемберг у округу Лудвигсбург. Општина се налази на надморској висини од 327 метара. Површина општине износи 12,3 km². У самом мјесту је, према процјени из 2010. године, живјело 7.363 становника. Просјечна густина становништва износи 597 становника/km².